# Toyota Vitz
O Toyota Vitz (ou Yaris) é um carro hatchback compacto (segmento B) da Toyota.
A primeira geração é de 1999 até 2005, a segunda de 2005 até 2011 e a terceira geração de 2010 até hoje. O modelo é chamado de Vitz no Japão e de Yaris no resto do mundo. Seus principais méritos são o design moderno e o baixo consumo de combustível. Seu concorrente direto é o Honda Fit.
Foram construídas versões híbridas. Começou a ser comercializado no Brasil em junho de 2018.
Em 2020, o Yaris (Vitz no Japão), foi reestilizado.
Não houve mudança no motor.
A carroceria teve uma leve repaginada na traseira com parachoque mais largo. Na dianteira houve mudanças bruscas: a grade está em formato trapezoidal, luzes de LED nas versões mais caras e novos nichos nas luzes de neblina.
A previsão é de que chegue em 2021.

## Teste de segurança noLatin NCAP
O Latin NCAP fez um teste de segurança do veículo em 2021 e obteve uma estrela.

## Prémios do Toyota Yaris

### Em Rali
A Toyota escolheu o Yaris para competir no Campeonato Mundial de Rali (WRC). Compete desde 2017. Obteve duas vitórias no campeonato de 2017 e uma em 2018.

### Carro do ano
O Yaris ganhou o Carro do ano europeu duas vezes, em 2000 e em 2021. Só o Renault Clio e o Volkswagen Golf também ganharam 2 vezes.

## Galeria
- Primeira geração (1999-05)
- Segunda geração (2005-10)
- Terceira geração (2010-presente)